# Clytocerus corniculatus
Clytocerus corniculatus és una espècie d'insecte dípter pertanyent a la família dels psicòdids que es troba a Àfrica: Zimbàbue.